# Henk Weerink
Hendrik 'Henk' Weerink (Coevorden, 2 juli 1936 – aldaar, 13 maart 2014) was een Nederlands voetbalscheidsrechter. Hij floot tussen 1967 en 1983 meer dan 450 wedstrijden in het nationale en internationale betaald voetbal. Weerink trad in 1957 in dienst van de KNVB waar hij in 1967 promoveerde naar de A-lijst, in 1969 naar de B-lijst en in 1976 tot internationaal scheidsrechter. Weerink floot twee keer de Nederlandse bekerfinale en ook de beroemde bekerwedstrijd SC Veendam - Feyenoord op 26 december 1977, die door de Veenkolonialen verrassend met 2 - 1 werd gewonnen. 
Toen zijn loopbaan als arbiter in 1983 ten einde kwam, bleef Weerink in dienst van de KNVB als waarnemer. Diezelfde functie oefende hij ook internationaal uit voor de UEFA. Weerink ging in 2006 met pensioen.

## Interlands
| Datum            | Plaats               | Wedstrijd             | Uitslag | Competitie        | Kreeg geel | Kreeg voor de tweede keer geel en dus rood | Weggestuurd |
| ---------------- | -------------------- | --------------------- | ------- | ----------------- | ---------- | ------------------------------------------ | ----------- |
| 7 oktober 1978   | Luxemburg, Luxemburg | Luxemburg – Frankrijk | 1 – 3   | EK-kwalificatie   | 0          | 0                                          | 0           |
| 15 augustus 1979 | Oslo, Noorwegen      | Noorwegen – Zweden    | 2 – 0   | Vriendschappelijk | 0          | 0                                          | 0           |
| 11 oktober 1980  | Luxemburg, Luxemburg | Luxemburg – Italië    | 0 – 2   | WK-kwalificatie   | 0          | 0                                          | 0           |